# Napothera macrodactyla
A Napothera macrodactyla a madarak osztályának verébalakúak (Passeriformes) rendjébe és a Pellorneidae családjába tartozó faj.

## Rendszerezése
A fajt Hugh Edwin Strickland angol ornitológus írta le 1844-ben, a Malacopteron nembe Malacopteron macrodactylum néven. Besorolása vitatott egyes szervezetek a Turdinus nembe sorolják Turdinus macrodactylus néven.

## Alfajai
- Napothera macrodactyla beauforti (Voous, 1950)
- Napothera macrodactyla lepidopleura (Bonaparte, 1850)
- Napothera macrodactyla macrodactyla (Strickland, 1844)[1]

## Előfordulása
Délkelet-Ázsiában, a Maláj-félszigeten, Szumátra és Jáva szigetén, Indonézia, Malajzia és Thaiföld területén honos. A természetes élőhelye a szubtrópusi vagy trópusi síkvidéki esőerdők. Állandó, nem vonuló faj.

## Megjelenése
Testhossza 19–20,5 centiméter, testtömege 52–58 gramm.

## Életmódja
Talaj közelében, egyedül, vagy párban keresgéli gerinctelenekből álló táplálékát.